# Petruța Orlandea
Petruța Orlandea (ur. 7 kwietnia 1999) – rumuńska siatkarka, grająca na pozycji środkowej, reprezentantka Rumunii.